# Paraliptus mirabilis
Paraliptus mirabilis är en tvåvingeart som beskrevs av Mario Bezzi 1923. Paraliptus mirabilis ingår i släktet Paraliptus och familjen styltflugor. Inga underarter finns listade i Catalogue of Life.